# Pan i Pani Iyer
Pan i Pani Iyer (ang.: Mr. and Mrs. Iyer) – indyjski dramat wyreżyserowany przez Aparna Sen w 2002, nagrodzony wieloma nagrodami indyjskimi i międzynarodowymi.
W rolach głównych wystąpili córka reżyserki Konkona Sen Sharma i aktor kina artystycznego Rahul Bose. Tematem filmu jest uczucie rodzące się między dwojgiem ludzi z obcych sobie światów: młodej hinduskiej mężatki i muzułmanina, fotografa. Tłem dla tej relacji jest sytuacja zagrożenia pasażerów autobusu, terror stosowany przez hinduistów wobec muzułmanów i przemoc jako odpowiedź muzułmanów. Temu światu śmierci dwoje ludzi różnych wyznań przeciwstawia rodzącą się wbrew wszelkim uprzedzeniom miłość, za którą film nagrodzono jako utwór przyczyniający się do budowania jedności Indii Nagrodą Nargis Dutt.

## Fabuła
Autobus w drodze do Kalkuty. Każdy z jego pasażerów jest światem samym w sobie. Grupka rozbawionych nastolatków. Dwóch Sikhów. Silnie związana ze sobą stara para muzułmańska. Kobieta troskliwie zajmująca się swoim upośledzonym synkiem. I siedzący obok siebie Raja (Rahul Bose) i p. Iyer z niemowlęciem (Meenakshi – Konkona Sen Sharma). Nie znają się, ale traktują siebie życzliwie, chociaż z dystansem. Dystans pogłębia się, gdy p. Iyer, młoda ortodoksyjna braminka tamilska dowiaduje się, że Raja, otwarty na świat fotograf, jest muzułmaninem. Autobus zostaje zatrzymany z powodu rozruchów hinduistyczno-muzułmańskich. Terroryści ze skrajnego ugrupowania hinduistycznego wywlekają z autobusu parę muzułmanów. Szukają kolejnych ofiar wyznania muzułmańskiego. Meenakshi ratuje życie Raja podając go jako swojego męża.

## Obsada
- Rahul Bose jako Raja
- Konkona Sen Sharma jako Meenakshi Iyer
- Vijaya Subramanium jako Matka Meenakshi
- Riddhi Basu jako Mala
- Shernaz Patel (głos)
- Arnab Moitra jako Suhel Sameer Rai
- Surekha Sikri jako Najma Ahmed Khan
- Niharika Seth jako Khushbu
- Raviranjan Maitra jako Dr Chatterjee
- Bhisham Sahni jako Iqbal Ahmed Khan
- Jisshu Sengupta jako Akaash

## Nagrody
2002 Międzynarodowy Festiwal Filmowy Locarno (Szwajcaria)
- Netpac Award – Aparna Sen
- II miejsce – Youth Jury Award – Aparna Sen
- nominacja do – Golden Leopard – Mr. and Mrs. Iyer – Aparna Sen

2002 Hawaii International Film Festival (USA)
- Best Feature Film – Mr. and Mrs. Iyer – Aparna Sen

2003 Philadelphia Film Festival (USA)
- Nagroda Publiczności za najlepszy film  – Mr. and Mrs. Iyer – Aparna Sen

2003 National Film Nagroda (Indie)
- Nagroda Golden Lotus dla Najlepszego Reżysera – Aparna Sen
- Nagroda Silver Lotus dla Najlepszej Aktorki – Konkona Sen Sharma
- Nagroda Silver Lotus za Najlepszy Scenariusz – Aparna Sen
- Nagroda Nargis Duttza najlepszy film służący zjednoczeniu Indii  – Mr. and Mrs. Iyer – Aparna Sen, N. Venkatesan

2003 Cinemanila International Film Festival (Filipiny)
- Nagroda za Najlepszy Scenariusz- Aparna Sen